# Alain Barrère
Pour les articles homonymes, voir Barrère.
Ne doit pas être confondu avec Alain Barrière.
Alain Barrère (1910-1995) est un économiste et universitaire français, introducteur du Keynésianisme en France.

## Biographie
Alain Barrère est né à Bordeaux le 21 septembre 1910. Juriste de formation, titulaire d'un doctorat et d'un certificat d'aptitude à la profession d'avocat obtenu auprès de l’Université de Toulouse, Alain Barrère découvre la Théorie générale de John Maynard Keynes lors de sa détention en Allemagne de 1940 à 1945,. De retour en France, reçu major au concours d’agrégation de sciences économiques présidé par François Perroux, il est successivement professeur des universités à Toulouse, à l'Université fédérale de Rio de Janeiro et à La Sorbonne de 1957 à 1980. Il occupe lors des événements de mai 68 le poste de doyen de la Faculté de droit et des sciences économiques de Paris (1967-1970).
Alain Barrère a été le président des Semaines sociales de France de 1960 à 1985. Il meurt le 6 mars 1995 dans le 14e arrondissement de Paris.

## Pensée économique
Alain Barrère a joué un rôle important dans l’introduction de la pensée économique en France. Son ouvrage Théorie économique et impulsion keynésienne a longtemps été la référence sur Keynes dans les pays francophones.
À partir des années 1970 Alain Barrère s’est fait le critique des interprétations néoclassiques de la pensée keynésienne fondées sur les schémas IS–LM. Il a montré en particulier à partir de l’analyse de Keynes l’inexistence d’un marché du travail au sens walrasien et l’importance du rôle des anticipations dans la détermination du niveau de l’emploi.
Son ouvrage La crise n’est pas ce que l’on croit prolonge l’analyse keynésienne des crises en montrant l’importance de l’écart entre le produit brut et le revenu net dans les économies modernes. Selon Alain Barrère cet écart grandissant, dû pour une large part aux coûts croissants de désinvestissement, expliquerait la baisse tendancielle de la demande et les crises.

## Distinctions
- Professeur émérite de l'Université Panthéon-Sorbonne[7]
- Professeur honoraire de l'Université fédérale de Rio de Janeiro
- Professeur honoraire de l'Université Toulouse 1 Capitole
- Officier de la Légion d'honneur[Quand ?]
- Commandeur de l'Ordre national du Mérite
- Commandeur des Palmes académiques
- Officier de l'Ordre du Mérite commercial et industriel
- Chevalier de l'Ordre de la santé publique

## Principales publications
- Théorie économique et impulsion keynésienne, Paris, Dalloz, 1952, 762 p.
- Économie et institutions financières, 2 vol., Paris, Dalloz, 1965, 476 et 758 p.
- Histoire de la pensée économique et analyse contemporaine, 2 vol., Paris, Montchrestien, 1973, 1201 p.
- Le développement divergent : essai sur la richesse et la pauvreté des nations, Paris, Economica, 1978, 213 p.
- Déséquilibre économique et contre-révolution keynésienne, Paris, Economica, 1979, 300 p..
- La crise n'est pas ce que l'on croit, Paris, Economica, 1981, 296 p..
- Keynes aujourd’hui : théories et politiques (dir.), Paris, Economica, 1985, 610 p.
- Macroéconomie keynésienne : le projet économique de John Maynard Keynes, Paris, Dunod, 1990, 349 p.
- L'enjeu des changements : exigences actuelles d'une éthique économique et sociale, Paris, éditions Érès, 1991, 325 p.